# هاگن (زامتگمایند)
هاگن (به آلمانی: Samtgemeinde Hagen) یک منطقهٔ مسکونی در آلمان است که در کوکسهاون واقع شده‌است. هاگن ۱۹۷٫۳۲ کیلومتر مربع مساحت و قریب به یازده هزار نفر جمعیت دارد.